# Partido Nacional Agrario (Chile)
Partido Nacional Agrario fue un partido político chileno que tuvo existencia entre 1954 y 1956.

## Historia
Tiene sus antecedentes en el «Movimiento de Recuperación Doctrinaria» (MRD), facción del Partido Agrario Laborista (PAL), surgida en 1951 bajo el liderazgo de Jaime Larraín García-Moreno, que apoyó la candidatura presidencial de Arturo Matte en 1952. Dicho grupo se unió con otro grupo agrario laborista, dando origen al Partido Nacional Agrario, liderada por Julián Echavarrí Elorza, en 1954. 
La nueva colectividad fue presidida por Echavarrí y formuló una «Declaración de Principios», en la cual se establecían como objetivos el término de la lucha de clases y la exaltación de los valores espirituales y materiales que constituyen la nacionalidad. Más tarde, en 1956, esta colectividad se fusionó con el sector «recuperacionista» del PAL y con grupos independientes, dando origen al Partido Nacional.